# Cyphostemma trilobata
Cyphostemma trilobata là một loài thực vật hai lá mầm trong họ Nho. Loài này được (Lam.) M.R.Almeida miêu tả khoa học đầu tiên năm 1996.